# Pápay Klára
Pápay Klára, született Vratarics Klára Sarolta Emma Mária (Eger, 1900. október 1. – Budapest, 1984. november 5.) magyar színésznő, író, műfordító, Bánffy György színművész anyja.

## Élete
Pápai Vratarics Gyula (1869–1926) takarékpénztári tisztviselő és az erdélyi örmény származású szigeti Buzáth Anna (1881–1952) lánya. Színi tanulmányait Ódry Árpád magániskolájában végezte. Előbb műkedvelő előadásokon lépett fel, majd 1930-tól az egri Thália Színházban játszott. 1940-ig több fővárosi és vidéki színházban is szerepelt. 1941 és 1944 között a Pünkösti Andor által irányított Madách Színház, 1944–45-ben a Nemzeti Színház tagja volt.
A háborút követően kisebb budapesti színházakban (Dolgozók Színháza, Kis Színház) játszott 1953-ig. 1954 és 1956 között a Pécsi Nemzeti Színház, 1956–57-ben a kecskeméti Katona József Színház tagja volt. Filmekben is szerepet kapott. Elbeszélései és műfordításai rendszeresen megjelentek a Vigilia és az Új Ember című folyóiratokban. Hamvait az egri főszékesegyház altemplomában található családi kriptában helyezték el.
Házastársa Hunyadi Buzás Endre aljegyző, országgyűlési képviselő volt, akivel 1923. október 19-én Egerben kötött házasságot.

## Szerepei

### Főbb színházi szerepei
- Babay József: Körtánc – Főnökné
- Ardrey: Jelzőtűz – Anne-Marie
- Ibsen: Rosmersholm – Helsethné
- Vörösmarty Mihály: Csongor és Tünde – Tünde
- Csehov: A medve – Ivánova

### Filmszerepei
- Katyi (1942) – A gyermek anyja
- Lejtőn (1943) – Margot, dada
- Jómadár (1943) – Társaságbeli hölgy
- Sárga kaszinó (1943) – özv. Nyárayné, Tamás anyja
- Muki (1943)
- Valamit visz a víz (1943) – Zsuzsanna, János halász felesége
- Egy fiúnak a fele (1943-44) – Jolán, Lujza anyja
- Tűzkeresztség (1952) – Boziné, a párttitkárnő
- Jelenidő (1971) – Mózes Imre anyja